# Canal Seine-Nord Europe

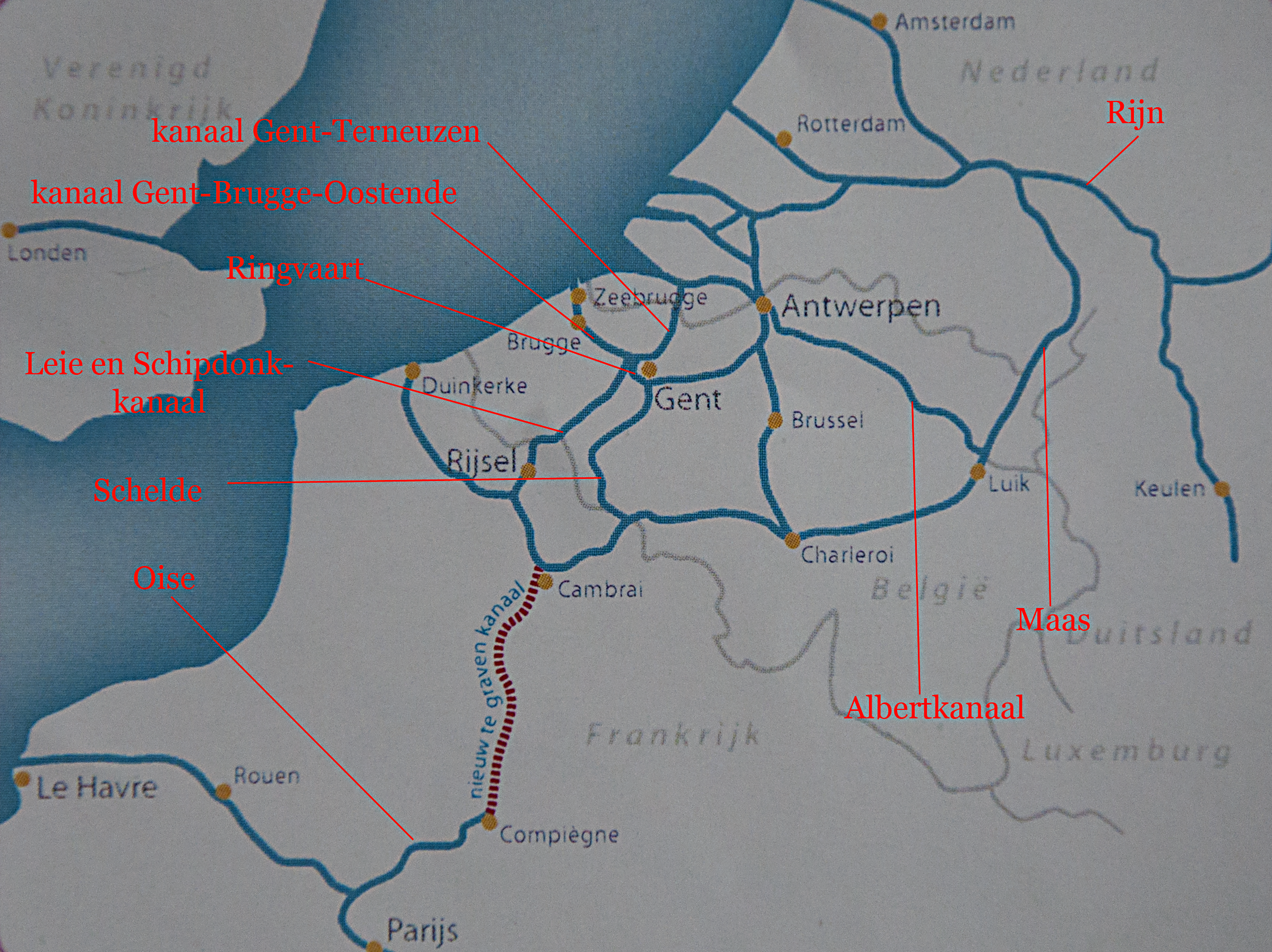
Lage des Canal Seine-Nord Europe

Der Canal Seine-Nord Europe (CSNE), auch Binnenwasserstraße Seine-Schelde und Canal Seine-Nord, ist das Projekt eines 106 km langen Kanals in Süd-Nord-Richtung durch Nordfrankreich zwischen den Einzugsgebieten der Flüsse Seine und Schelde. Schiffe bis zur Kategorie Vb (Schubverband mit zwei Leichtern) sollen die geplante Binnenwasserstraße befahren können.
Sie würde das Pariser Becken bzw. den Großraum Paris (Île-de-France) mit belgischen Häfen, insbesondere dem Hafen von Antwerpen, verbinden.
Das Projekt wurde in den Verkehrswegeplan der Europäischen Union aufgenommen (Projekt Nr. 30 auf der Liste der 30 Prioritären Projekte).
Die Projektplanung wurde 2010 beendet. Damals rechnete man mit einer Inbetriebnahme 2017. Zwischenzeitig stand die Finanzierung auf Grund steigender Baukosten in Frage. Am 3. Oktober 2017 einigten sich alle beteiligten Stellen auf die Durchführung des Projekts. Mit einer Fertigstellung wird nun 2030 gerechnet.

## Verlauf
Der Kanal soll parallel zum nur für Péniches befahrbaren Canal du Nord entlang einer Linie Compiègne–Noyon–Péronne–Cambrai führen und die Oise, einen rechten Nebenfluss der Seine, mit dem Großschifffahrtsweg Dünkirchen-Schelde (Canal Dunkerque-Escaut) verbinden. Zwischen Compiègne und Noyon soll der vorhandene Oise-Seitenkanal ausgebaut werden bis auf einen Neubauabschnitt zwischen Thourotte und Ribécourt-Dreslincourt. Ab Noyon ist eine neue Trasse geplant, sie führt zunächst zum Tal der Somme und überquert an dessen Westrand die Autoroute A29 zwischen Amiens und Saint-Quentin sowie westlich von Péronne mit einer 1330 m langen und 40 m hohen Brücke die Somme. Der Großschifffahrtsweg Dünkirchen-Schelde wird nordwestlich von Cambrai bei Aubencheul-au-Bac erreicht. Sieben Schleusen, drei Kanalviadukte und zwei Wasserspeicher sollen entlang des Kanals errichtet werden.

## Bedeutung
Der Canal Seine-Nord Europe soll die Region von Paris und die Häfen von Le Havre und Rouen an die Seehäfen Dünkirchen, Antwerpen und Rotterdam sowie das belgische, niederländische und deutsche Wasserstraßennetz anschließen. Eine deutliche Entlastung des Straßengüterverkehrs vor allem auf der parallel verlaufenden Autoroute A1 wird vom Betrieb des Kanals erwartet, jährlich sollen 7 Mio. Tonnen Frachtgüter, vorwiegend Containerfracht, von der Straße auf das Schiff verlagert werden können. Mit günstigen Auswirkungen auf die Wirtschaft der an der neuen Wasserstraße liegenden Regionen wird gerechnet, der Bau mehrerer Häfen und Verladeanlagen sowie die Errichtung der Infrastruktur für hafennahe Gewerbezonen und Logistikzentren sind geplant, ebenso ein Industriegebiet am Kanal in Marquion westlich von Cambrai. Bei Nesle soll ein Umschlagplatz Wasser-Schiene mit Anbindung an die Bahnstrecke Amiens–Laon–Reims entstehen. Auch neue Yachthäfen sind vorgesehen.

## Abmessungen
Die Schleusen werden mit 195 m Länge und 12 m Breite ausgelegt, so dass Schiffe bis 185 m Länge und 11,40 m Breite verkehren können (Klasse Vb). Der Kanal ist 4,50 m tief, so dass Schiffe bis 4 m Tiefgang fahren können. Die Durchfahrtshöhe unter Brücken beträgt mindestens 7 m.

## Planung
Die Entscheidung für einen ersten Trassenverlauf fiel 2002, nachdem auch weiter östlich gelegene Alternativrouten unter anderem entlang des Canal de Saint-Quentin untersucht worden waren. Diese bis 2013 geplante Trassenführung begann in Brunémont, führte dann über Marquion, Bertincourt, Moislains, Péronne, Brie, Nesle, Noyon, Ribécourt-Dreslincourt und Janville nach Compiègne. Sieben Schleusen waren geplant: bei Oisy-le-Verger, bei Marquion-Bourlon, bei Havrincourt, bei Moislains, bei Pont Canal de Péronne, bei Campagne, bei Noyon, bei Montmacq. Somit hätten 34 km im Département Oise (davon 18 km im Tal der Oise), 19 km im Pays Noyonnais, 26 km in den Départements Somme und Oise durch Ackerland, 46 km im Departement Somme (davon 24 km der Fluss Somme) und 26 km im Département Nord-Pas-de-Calais gelegen.
Am 20. November 2006 wurde das Planfeststellungsverfahren für den Canal Seine-Nord Europe von der damaligen französischen Regierung (unter Staatspräsident Jacques Chirac) eingeleitet, die Bauarbeiten sollten ursprünglich 2010 beginnen. Die Finanzierung soll(te) in öffentlich-privater Partnerschaft erfolgen unter Beteiligung des französischen Staates, der Regionen Île-de-France, Picardie, Haute-Normandie und Nord-Pas-de-Calais sowie der Europäischen Union. Die Baukosten wurden 2006 auf über 3 Mrd. Euro geschätzt. Der belgische Staat soll (wenn der Canal gebaut wird) benachbarte Wasserstraßen ausbauen, um die Verbindung zur Maas für größere Schiffstypen befahrbar zu machen.
Während der Planungsphase wurden unter anderem sicherheitsrelevante und denkmalschützerische Bedenken vorgebracht. Die vorgesehene Auslegung insbesondere der Kanalbrücken wurde als nicht ausreichend bezeichnet, um ein Austreten erheblicher Wassermengen bei Unfällen oder Anschlägen zu verhindern.
2012/13 kam es zu einer erneuten Diskussion des Projektes. Nach dem Regierungswechsel in Frankreich (Mitte 2012) wurden die Baukosten neu geschätzt. Ein im Januar 2013 fertiggestellter und am 29. März 2013 veröffentlichter Bericht des Conseil général de l'environnement et du développement durable (CGEDD) und der Inspection générale des finances (IGF) schätzte die tatsächlichen Kosten auf über 7 Milliarden Euro und wies auf Projektrisiken hin.
Verkehrsminister Frédéric Cuvillier sagte, die Kosten seien unterschätzt, die Einnahmen überschätzt worden; die Finanzierung sei unerreichbar.
Er schlug vor die Trassenführung zu verändern; die Europäische Kommission solle ein Drittel der Projektkosten tragen.
Auch angesichts der Staatsschuldenkrise im Euroraum galt die Finanzierung des Projekts als fraglich.
Am 3. Oktober 2017 einigten sich alle beteiligten Stellen auf die Durchführung des Projekts. Dadurch, dass die Republik Frankreich den Bau des Kanals den Regionen überlässt, kann sie ihr Defizit im Rahmen der Maastricht-Kriterien unter 3 % halten.

## Beginn der Bauarbeiten
Im September 2022 verkündete La Société du Canal Seine Nord Europe (Die Seine-Nordeuropa-Kanalgesellschaft) den Beginn der Bauarbeiten: Fünf Jahre nach der Mobilisierung der lokalen Behörden rund um das „Ja zum Kanal“ haben nun die ersten großen Arbeiten am Kanal Seine-Nord Europe in der Oise begonnen. Sie werden dann auf der gesamten 107 km langen Strecke von Compiègne in der Oise bis Aubencheul-au-Bac im Norden über die Somme und den Pas-de-Calais fortgesetzt. Während im Departement Oise, südlich der Strecke, die Bautrupps die ersten Kais bauen und beginnen, Brücken zu bauen und das neue Flussbett der Oise auf 3,5 Kilometern zu erschließen, sind die Teams auch auf der gesamten Strecke beschäftigt: Detaillierte Studien, Verfahren und Konsultationen vor Ort schreiten im Hinblick auf die ersten Arbeiten ab 2024 in Noyonnais, Santerre-Haute-Somme und Artois-Cambrésis voran.

## Sonstiges
Die Seine ist bis Nogent-sur-Seine = 560 km schiffbar. Seeschiffe können die Seine bis Rouen (etwa 80 km im Landesinneren) befahren. Rouen ist zugleich Fluss- und Seehafen. Die maximale Schiffslänge beträgt 260 Meter bei maximal 150.000 Tonnen. Rouen ist der fünftgrößte Hafen Frankreichs (nach Marseille, Le Havre, Dunkerque, Saint-Nazaire).

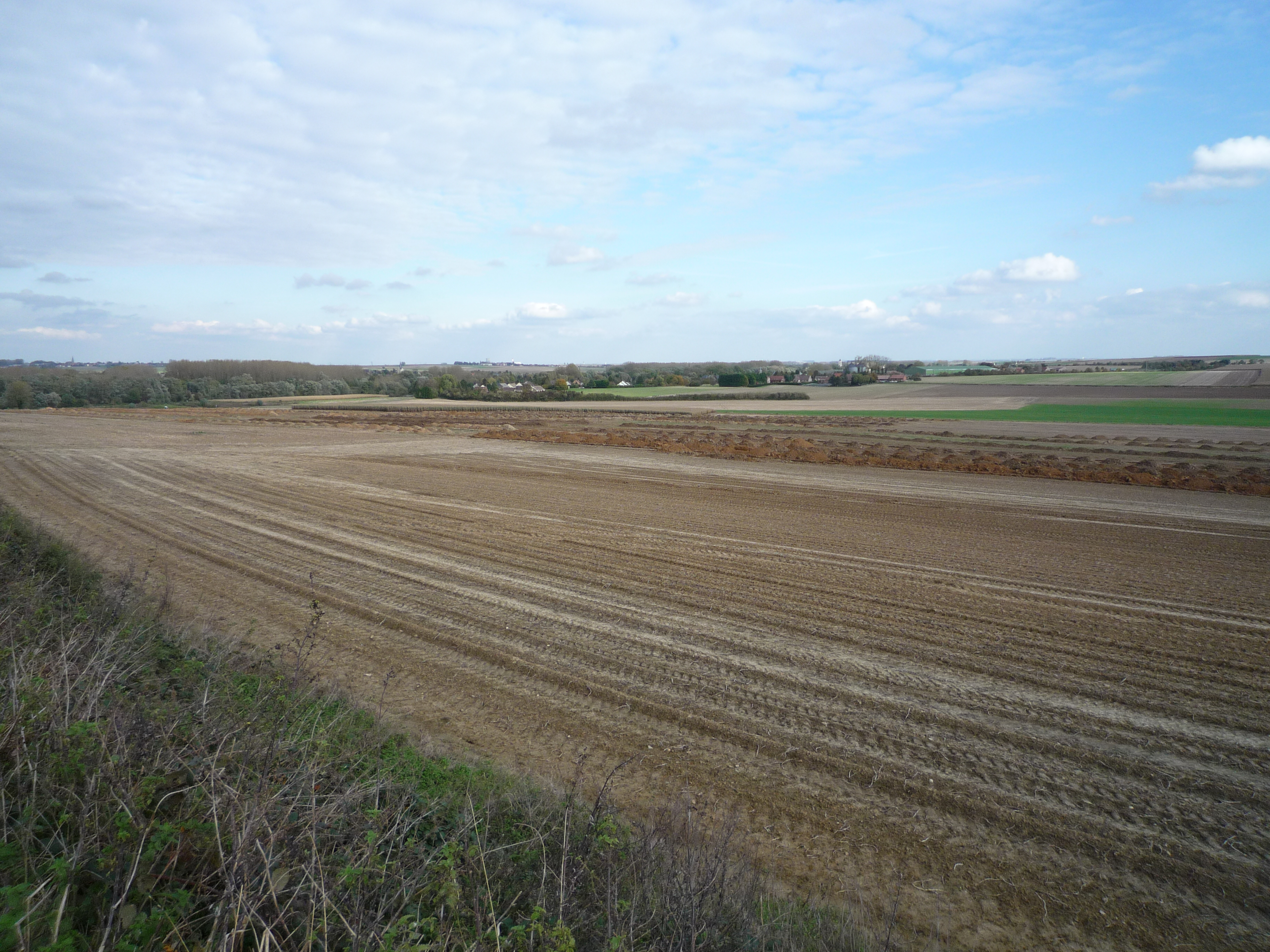
Archäologische Grabungen am Kanal im Jahr 2008

Die Kanaltrasse verläuft über einige Schlachtfelder des Ersten Weltkriegs (Zone rouge), an die zahlreiche Denkmäler und Soldatenfriedhöfe erinnern. Die damalige Westfront war etwa 750 km lang (davon die nördlichsten 60 km auf belgischem Boden);
der Kanal könnte das (seit 1918 wenig veränderte) Aussehen dieser ländlichen Gegenden beeinträchtigen. Umfangreiche archäologische Erkundungen an Teilen der Trasse fanden bereits statt.